# Флорес, Альба
А́льба Гонса́лес Ви́лья (исп. Alba González Villa; род. 27 октября 1986, Мадрид, Испания) — испанская актриса, более известная как Альба Флорес. Наиболее знаменита по роли Агаты Хименес (Найроби) в телесериале «Бумажный дом».

## Биография
Альба Флорес родилась в цыганской семье музыканта Антонио Флореса и Аны Вильи. Её бабушкой была известная испанская певица Лола Флорес. Она является племянницей певиц Лолиты и Росарио Флорес.

## Карьера
Она начала актёрскую карьеру в 2005 году с фильма «Славный и теплый». С 2015 по 2019 год играла в сериале «Визави», где исполнила одну из главных ролей — цыганки Сарай Варгас. Наибольшую известность ей принесла роль в сериале «Бумажный дом». Сериал изначально был показан на канале Antena 3, но получил всемирную популярность после того, как был приобретен Netflix. Её роль Найроби принесла ей международное признание. Она выиграла испанскую премию Iris за лучшую женскую роль, а также несколько номинаций.

## Фильмография
| Год       |   | Русское название | Оригинальное название    | Роль     |
| --------- | - | ---------------- | ------------------------ | -------- |
| 2005      | ф | Славный и теплый | El Calentito             | Амайя    |
| 2014      | с | Нити судьбы      | El tiempo entre costuras | Джамиля  |
| 2015      | ф | Память воды      | La Memoria del Agua      | Кармен   |
| 2015—2019 | с | Визави           | Vis a vis                | Сарай    |
| 2017—2021 | с | Бумажный дом     | La casa de papel         | Найроби  |
| 2022      | с | Святое семейство | Sagrada familia          | Катерина |